# Claudia Stilz
Claudia Stilz (* 28. März 1986 im Kanton St. Gallen) ist eine ehemalige Schweizer Fussballerin, die für den FC Staad spielte. Sie war von 2012 bis 2014 Mitglied der Schweizer Fussball-Nationalmannschaft.

## Karriere

### Verein
Claudia Stilz löste 1999 mit 13 Jahren erstmals eine Lizenz als Spielerin. Im FC Staad durchlief sie alle Juniorinnenstufen und schaffte es bereits 2002 ins Nationalliga-B-Team. Stilz war 2009 beim Aufstieg des FC Staad in die Nationalliga A dabei und blieb ihrem Verein treu, bis die Stürmerin 2014 überraschend zurücktrat. Bis zu diesem Zeitpunkt spielte die Rekordspielerin 231 Meisterschaftsspiele für ihren Verein und erzielte dabei 92 Tore.
Nach einer 5-monatigen Weltreise kehrte Stilz im September 2014 in die Schweiz zurück. Die gelernte Kauffrau begann eine Zweitausbildung als medizinische Masseurin und ging schon bald wieder in der zweiten Staader Mannschaft auf Torejagd in der 1. Liga. Im Herbst 2015 schloss sich dem NLA-Team an. Am 2. Oktober 2016 erzielte Stilz als Kapitänin gegen Yverdon ihr 100. Meisterschaftstor. Am 31. März 2018 bestritt Stilz für das Fanionteam des FC St. Gallen-Staad (2018 Fusion des FC Staad mit dem FC St. Gallen) ihr 300. Meisterschaftsspiel. Claudia Stilz beendete ihre beeindruckende Fussballkarriere in der Saison 2021/2022.

### Nationalmannschaft
Als Mittelfeldspielerin kam sie zwischen 2012 und 2014 unter Martina Voss-Tecklenburg zu sechs Einsätzen für die Schweizer Nationalmannschaft. Beim Testspiel gegen Irland am 26. Mai 2012 stand sie erstmals im Aufgebot.